# Allendeïta
L'allendeïta és un mineral de la classe dels òxids. Rep el seu nom del meteorit Allende, on va ser descoberta, el qual va caure a Pueblito de Allende (Mèxic).

## Característiques
L'allendeïta és un òxid de fórmula química Sc₄Zr₃O₁₂. Va ser aprovada com a espècie vàlida per l'Associació Mineralògica Internacional l'any 2007. Cristal·litza en el sistema trigonal. La seva estructura cristal·lina es deriva del tipus d'estructura de la fluorita.

## Formació i jaciments
Va ser descoberta al meteorit Allende, en forma de micro i nanocristalls en una inclusió ultrarefracària (ACM-1). Aquest meteorit va caure el 8 de febrer de 1969 a Pueblito de Allende, una localitat de l'estat de Chihuahua, a Mèxic. Allende es descriu sovint com "el meteorit millor estudiat de la història". Es destaca per posseir grans i abundants inclusions riques en calci i alumini (CAI), que estan entre els objectes més antics formats en el sistema solar. També ha estat trobada al meteorit Ningqiang, a la província de Shaanxi (Xina).